# گالیچ، روسیه
شهر گالیچ، روسیه (به روسی: Галич) در کشور روسیه و در اوبلاست کوستروما واقع شده‌است.